# Drill Music In Zion
Drill Music in Zion è l'ottavo album in studio del rapper statunitense Lupe Fiasco, pubblicato nel 2022.

## Tracce
1. The Lion's Deen (featuring Ayesha Jaco) – 2:36
2. Ghoti – 1:52
3. Autoboto (featuring Nayirah) – 4:31
4. Precious Things (featuring Nayirah) – 4:21
5. Kiosk – 3:43
6. Ms. Mural – 5:33
7. Naomi – 2:48
8. Drill Music in Zion – 4:32
9. Seattle (featuring Nayirah) – 5:17
10. On Faux Nem – 5:39